# Мелилья
Мели́лья (исп. Melilla [meliʎa], араб. مليلية‎) — испанский город и порт на средиземноморском побережье Африки. Имеет статус автономного города Испании. Граничит с Марокко, с которым Мелилья разделена пограничной стеной.

## История
Город Мелилья был основан финикийцами, осуществлявшими колонизацию западного Средиземноморья. Здесь они построили факторию Русадир (иногда используется транскрипция «Руссадир» или «Русаддир»), как явствует из надписей в некрополе, расположенном вблизи города. С VI века до н. э. город находился в руках карфагенян, и позже вошёл в состав Римской империи.
В 429 году город Русадир был разрушен вандалами, прошедшими насквозь Иберийский полуостров и захватившими Северную Африку. Город был восстановлен византийцами, установившими свою власть в Северной Африке и Бетике.
Город был захвачен арабскими и берберскими мусульманами в конце VII века, они и дали ему сегодняшнее название «Мелилья». Предположительно, топоним происходит от берберской основы mell — «белый».
В 859 году город был разграблен и сожжён викингами. В 927 году Абд ар-Рахман III включил город в состав Кордовского эмирата, который спустя два года был преобразован в Кордовский халифат. В 1465—1497 годах Мелилья находилась под властью династии Ваттасидов.
В 1497 году кастильский губернатор Андалусии Хуан Алонсо де Гусман, третий герцог де Медина-Сидония, узнав, что королевская чета не решается захватить Мелилью, дерзнул взять эту задачу на себя — и получил королевское разрешение. Он начал с того, что поручил оруженосцу Педро Эспиньяну и артиллеристу Франсиско Рамиресу де Мадрид разведать полуостров Трес-Фокас. Согласно Баррантесу, летописцу герцогского дома, герцог повелел собрать

…пять тысяч пехотинцев и несколько всадников, и повелел оснастить корабли, на которых они отправлялись, и загрузить их мукой, вином, салом, мясом, оливковым маслом и всеми необходимыми припасами; и пушками, пиками, эспингардами и всеми боеприпасами.
Оригинальный текст (исп.)cinco mil ombres de apié e alguna gente a cavallo, e mandó aparejar los navíos en que fuesen, e hizolos cargar de mucha farina, vino, tocino, carne, aceyte e todos los otros mantenimientos necesarios; e de artillería lanças, espingardas e toda monición
И также в то путешествие было взято с собой большое количество извести и дерева, чтобы восстановить город. И со всей этой армадой и всеми этими людьми, Педро де Эспиньян, Советник Герцога, по его приказу отправился из порта Сан-Лукар в сентябре 1497 года.
Оригинальный текст (исп.)E asimismo llevaron en aquel viaje gran cantidad de cal e madera para reedificar la ciudad. E con toda esta Armada e gente, partió Pedro de Estopiñán, Contador del Duque, por su mandato del puerto de San Lucar en el mes de septiembre del año 1497.

Город был захвачен 17 сентября 1497 года. В 1509 году были заново определены границы сфер влияния Португалии и Кастилии в Северной Африке (Португалия преобладала на Атлантическом побережье, вплоть до Сеуты, оставляя Средиземноморское побережье Африки за Кастилией).
В 1774—1775 годах оборону Мелильи от осаждавших её марокканцев возглавил испанский генерал ирландского происхождения Хуан Шерлок. Марокканского же султана подстрекали против Испании англичане. Комендант Шерлок и маленький гарнизон крепости с честью выдержали испытания. Солдаты отбивали все атаки на город в течение года, пока из Испании не подошёл флот, который снял осаду. Мелилью удалось отстоять.
В 1893 году Мелилью атаковали берберские племена рифов (риффов). Так началась (и вскоре завершилась) Первая Мелильская кампания.
В Мелилье 17 июля 1936 года начался военный мятеж, который положил начало заключительной фазы Гражданской войны в Испании.
С 1982 года Марокко предъявляет свои претензии на город Мелилью как на неотъемлемую часть своей территории. В свою очередь, правительство Испании никогда не признавало этих требований, а также исключает самую возможность начала какого-либо обсуждения статуса своих полуанклавов в Марокко до тех пор, пока вне границ Испании остаётся Гибралтар.
6 ноября 2007 г. Мелилью посетили король Хуан Карлос I и королева София. Тысячи граждан приветствовали их. Визит испанского монарха (первый за истёкшие 80 лет) был предпринят в знак протеста против территориальных требований Марокко.
В 2021 году в городе была демонтирована последняя уцелевшая в Испании статуя каудильо Франсиско Франко.

## География
Местонахождение: 35º17' северной широты, 2º56' восточной долготы. Мелилья расположена на северо-западе африканского континента, напротив берегов Альмерии, Гранады и Малаги. Город находится на полуострове Трес Фокас, у подножья горы Гуругу, в устье реки Оро, на высоте 1 метра над уровнем моря. Мелилья отделена от континента 10-километровой демаркационной стеной (для пресечения нелегальных миграций).
Площадь — 12,3 км². Климат: Средиземноморский, субтропический. Среднегодовая температура — +20 ºС.

## Администрация
С момента вступления в силу Статута об Автономии Мелильи (Органический закон 2/1995, 13 марта, опубликован в Официальном государственном бюллетене 14 марта 1995 года) город получил статус автономного города. В отличие от автономных сообществ, автономные города не имеют собственных законодательных органов.
Мелилья представлена в парламенте Испании одним депутатом в нижней палате и двумя в верхней.

### Президенты
| 1995-1999 | Игнасио Веласкес (Ignacio Velázquez Rivera) (1995—1998) Энрике Паласиос (Enrique Palacios Hernández) (1998—1999)         |                           |
| 1999-2003 | Мустафа Хамед Мох «Аберчан» (Mustafa Aberchán) (1999—2000) Хуан Хосе Имброда Ортис (Juan José Imbroda Ortiz) (2000—2003) | (Народная партия Испании) |
| 2003-2007 | Хуан Хосе Имброда Ортис (Juan José Imbroda Ortiz)                                                                        |                           |
| 2007-2011 | Хуан Хосе Имброда Ортис (Juan José Imbroda Ortiz)                                                                        |                           |
| 2011-2015 | Хуан Хосе Имброда Ортис (Juan José Imbroda Ortiz)                                                                        |                           |
| 2015-2019 | Хуан Хосе Имброда Ортис (Juan José Imbroda Ortiz)                                                                        |                           |
| 2019-…    | Эдуардо де Кастро Гонсалес (Eduardo de Castro González)                                                                  |                           |

## Население
| 53 593 | ↗ 56 600 | ↗ 66 411 | ↗ 81 323 | ↗ 85 584 | ↗ 86 026 |

Население города насчитывает 86 026 жителей (01.01.2016). Уровень рождаемости в городе самый высокий в Испании, а уровень смертности — самый низкий.
45 % населения происходит с полуострова, говорит по-испански и исповедует католицизм. 30 % мусульмане, говорящие на рифском языке (один из берберских языков). За ними следуют евреи (около 1000), численность которых за последнее десятилетие сильно снизилась, и индийцы (меньше 100).
Плотность населения — 6380 чел./км².
Языки: испанский язык является единственным официальным языком. Также распространён арабский язык и различные берберские языки.

## Экономика
Экономика Мелильи держится в основном на торговле. Компании Мелильи составляют 0,1 % от всех компаний Испании. С середины прошлого века Мелилья имеет статус порто-франко.

## Транспорт
- Воздушное сообщение: аэропорт Мелилья, рейсы из Малаги, Альмерии, Гранады, Барселоны и Мадрида.
- Морское сообщение: паромы из Малаги и Альмерии; в городе имеется порт.
- Автодорожное сообщение: через границу с Марокко; ближайшие марокканские города — Надор и Бени-Энзар[англ.].

## Культура
Мелилья — один из самых маленьких городов, где сосуществуют сразу четыре религии: христианство, ислам, иудаизм и индуизм.

### Праздники
- День Девы Марии Победы (Virgen de la Victoria), 8 сентября.
- День Мелильи, 17 сентября. Отмечается день взятия города войсками герцога Медины-Сидония в 1497 году.
- Морская Неделя (август).

### Памятники и достопримечательности
Мелилья — один из городов Испании, где очень хорошо представлено модернистское искусство. Многие здания в стиле модерн спроектированы испанским архитектором Энрике Ньето, учеником Антонио Гауди.
Достопримечательности Мелильи:
- Цитадель или Старая Мелилья.
- Городской музей.
- Музей Армии.
- Церковь Священного Сердца Иисуса.
- Церковь Непорочного Зачатия (1687, реконструирована в 1757 году), в церкви находится изображение Девы Марии Победы (Nuestra Señora de la Victoria), покровительницы города.
- Центральная мечеть.
- Синагога Ямин Бенаррох (Yamín Benarroch).
- Индуистский храм.
- Здание Дворца Собраний.
- Модернистские строения центра города.
- Форт Рострогордо (исп. Rostrogordo: «Толстое Лицо»).

Виды Мелильи с возвышенности в 1893 году
За пределами Цитадели расположена Новая Мелилья (Melilla La Nueva) с более новыми постройками, в основном XIX века или позже, такие как форты Рострогордо, Камельос, Кабрерисас-Атлас, мечеть, церкви Священного Сердца Иисуса и Святого Августина и другие.

## Известные личности
- Хоакин Гарсия-Морато и Кастаньо (исп. Joaquín García-Morato y Castaño; 1904—1939), испанский военный лётчик.
- Мигель Фернандес[исп.]; 1931—1993); испанский поэт.
- Фернандо Аррабаль (исп. Fernando Arrabal; род. в 1932), испано-французский писатель.
- Хуан Хосе Имброда (исп. Juan José Imbroda; род. в 1944), президент Мелильи.
- Фарид Банг[нем.], Фарид Эль-Абделлауи (исп. Farid Hamed El Abdellaoui; род. 7.6.1986) немецкий рэпер, уроженец Мелильи.